# Luisa Valenzuela

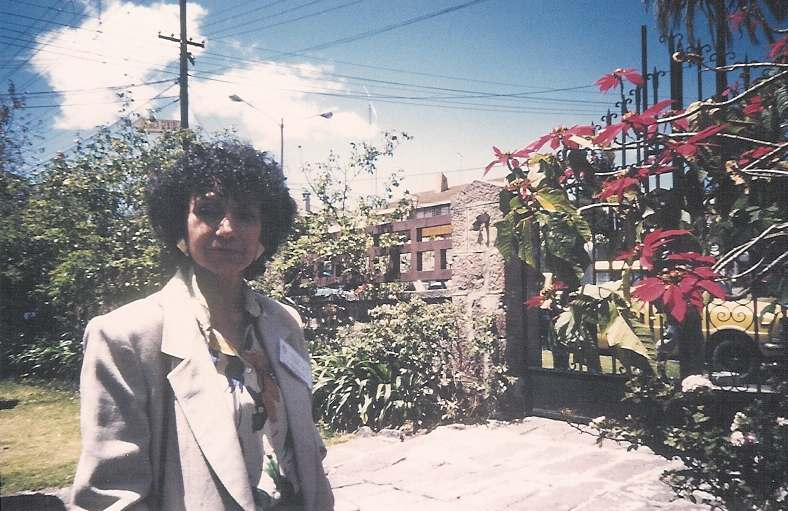
Luisa Valenzuela în Quito, Ecuador, 1990.

Luisa Valenzuela (n. 26 noiembrie, 1938, în Buenos Aires, Argentina) este o romancieră și o nuvelistă postmodernistă, de origine argentiniană. Ea a scris în genul realismului magic, gen foarte popular în literatura sud-americană.